# Ундоровский палеонтологический музей
Ундоровский палеонтологический музей — небольшой музей в центре села Ундоры (Ульяновский район, Ульяновская область), посвящённый геологическому прошлому Симбирского Поволжья. Это первый музей в России, расположенный на местонахождении ископаемых животных и растений мезо-кайнозойского времени (от 180 до 1,5 млн лет). Он является единственным в Поволжье палеонтологическим музеем, с богатой коллекцией ископаемых морских беспозвоночных и рептилий. Геологический памятник природы — Городищенский разрез (эталон волжского (титонского) яруса верхнеюрской системы) расположен в 2-х км южнее музея. Музей создал и возглавлял до 23 октября 2017 года  кандидат геолого-минералогических наук председатель Ульяновского отделения Всероссийского палеонтологического общества Ефимов В. М. В настоящее время директором музея является кандидат биологических наук Стеньшин И.М.

## Статус музея
С 1990 г. филиал Ульяновского областного краеведческого музея. Этот год принято считать официальной датой основания, однако история становления музея идет с 1981 года.
Музей посвящён не только геологии, палеонтологии и полезным ископаемым края, но и его природе, истории и экологии. Вся коллекция (более 2500 шт.) состоит исключительно из местных находок и экспонатов. Здесь можно увидеть останки гигантских динозавров и морских рептилий, орудия древних людей и кости животных ледникового периода (мамонтов, бизонов, носорогов и др.), познакомиться с минеральной водой «Волжанкой» и поделочным камнем симбирцитом.

## Экспозиции музея
Экспозиция представлена тремя залами:
- 1 зал — физико-географическая характеристика местности, геология и полезные ископаемые курорта Ундоры (минеральная вода, симбирцит, марказит и т. д.), природа (растительный и животный мир).
- 2 зал — древняя история образования геологических отложений, коллекция остатков морских рептилий — наиболее полная в России, описана в многочисленных научных публикациях.
- 3 зал — история заселения местности человеком и использования минеральных вод от палеолита до наших дней, археология и бальнеология курортной зоны, экологическая обстановка.

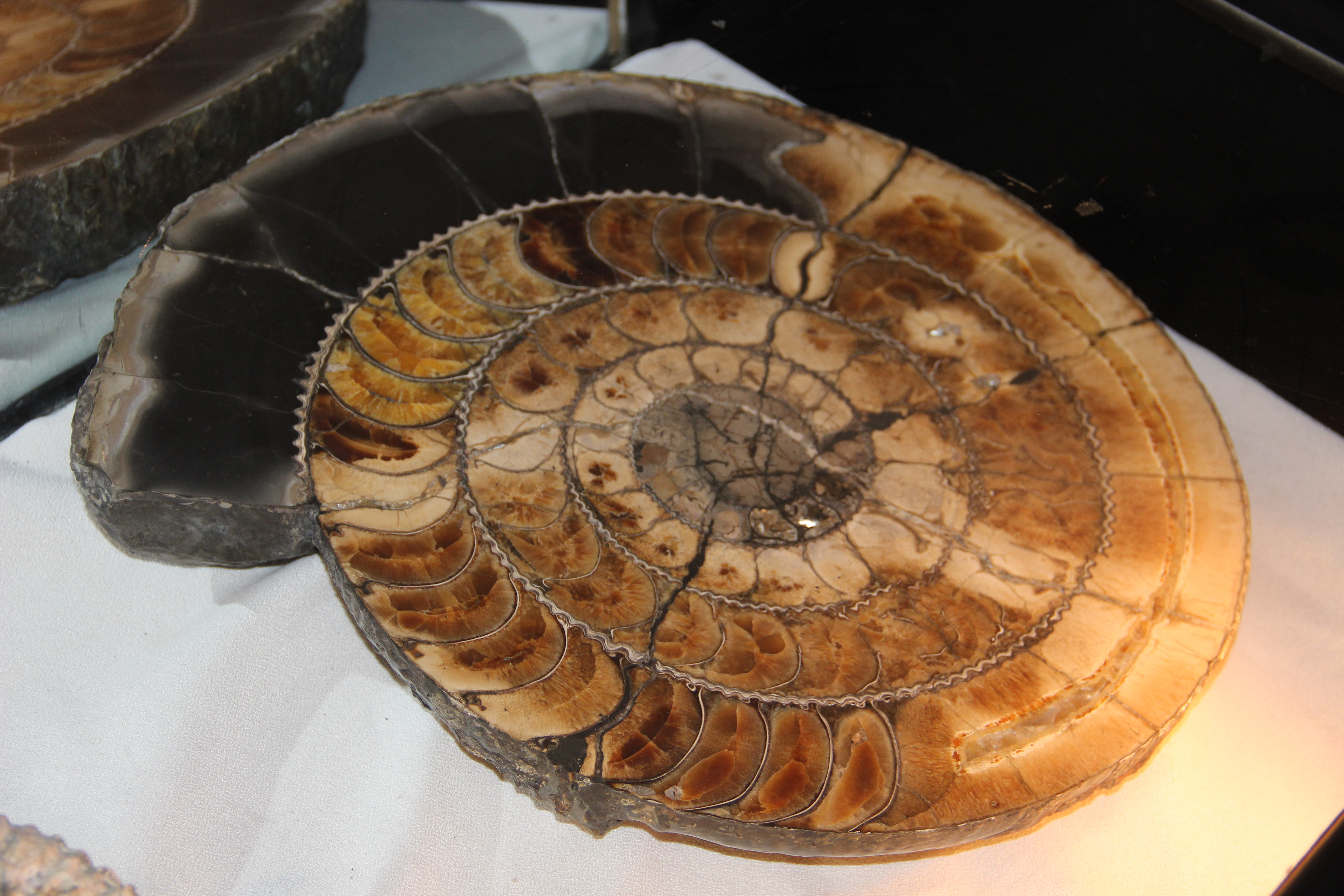
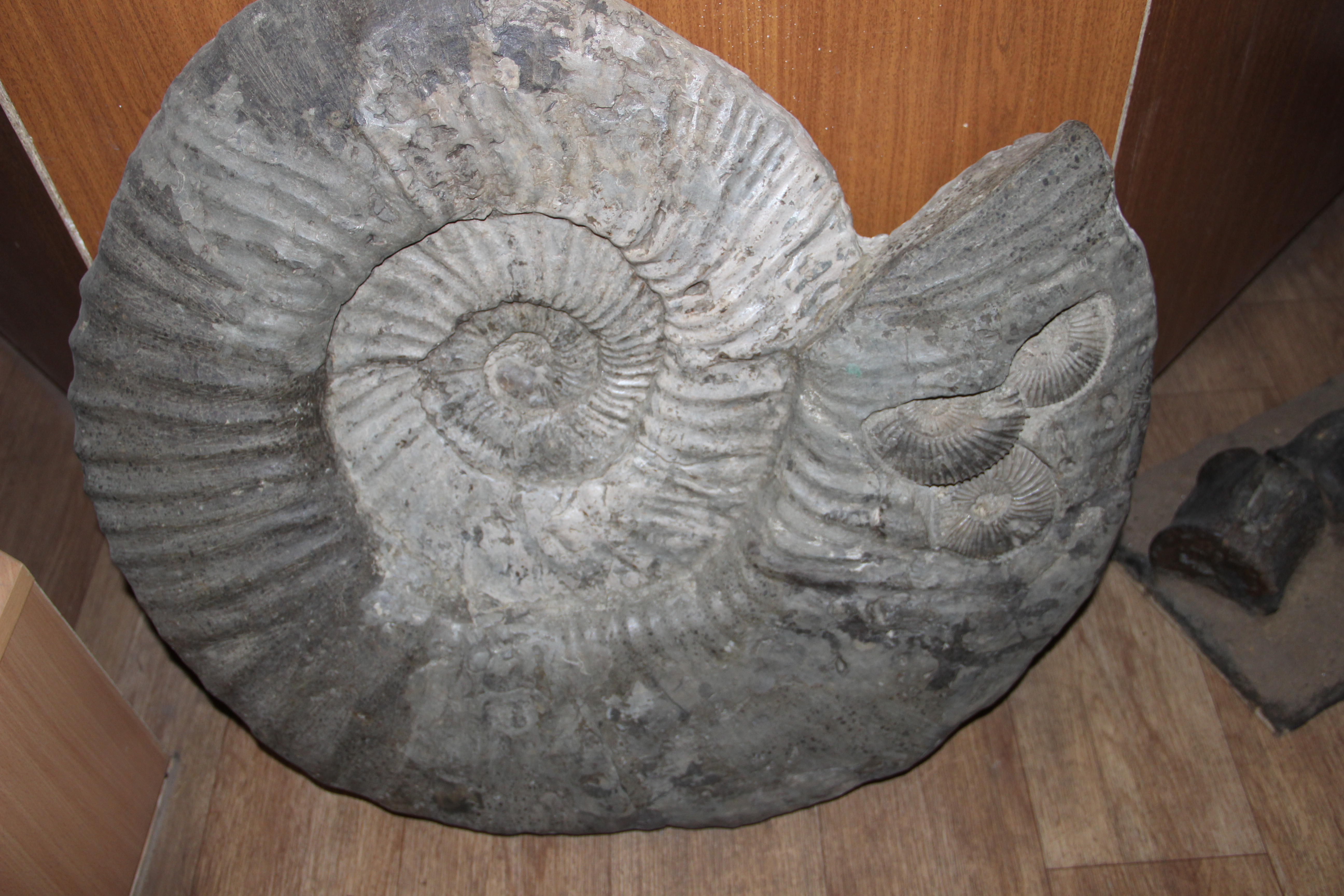
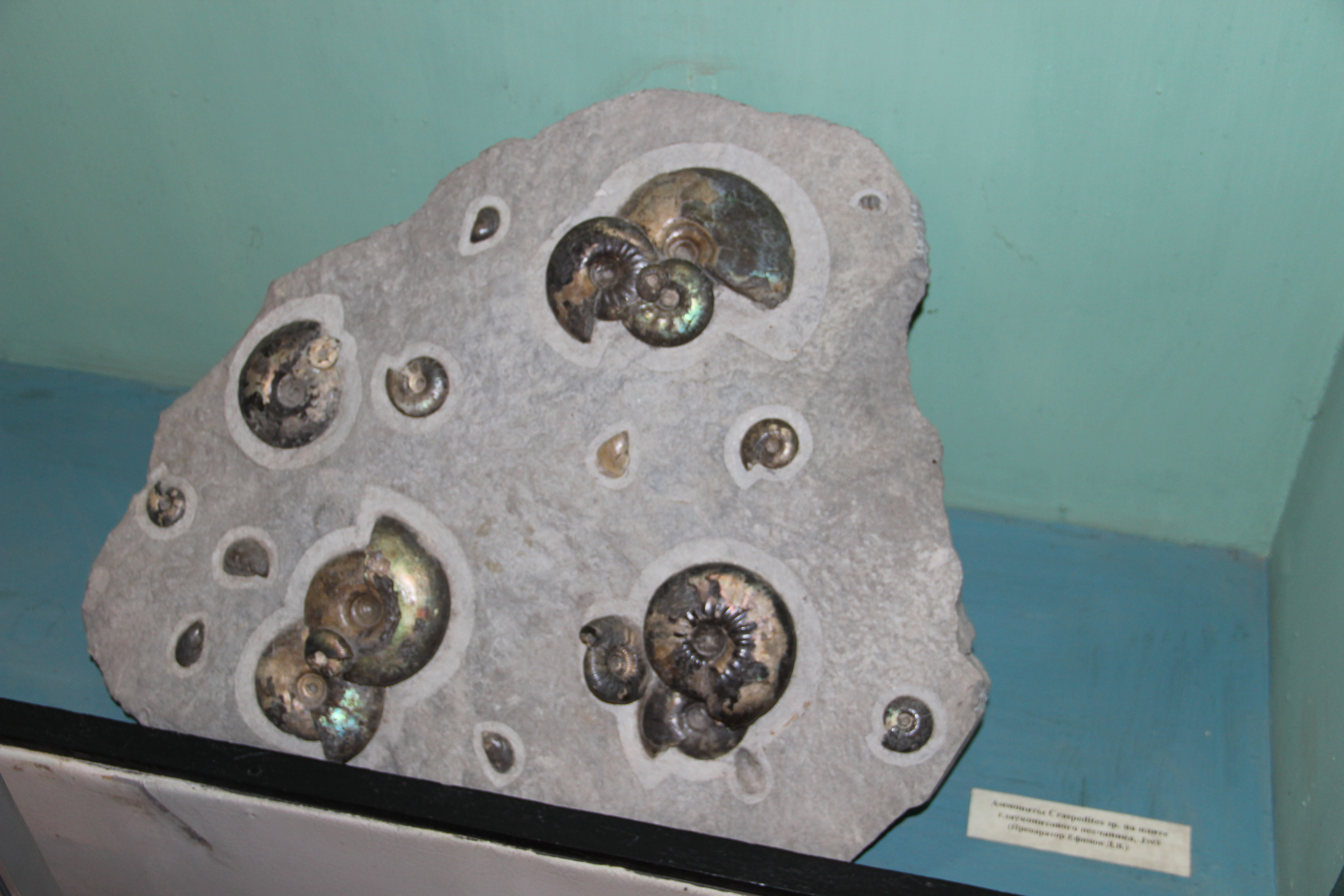
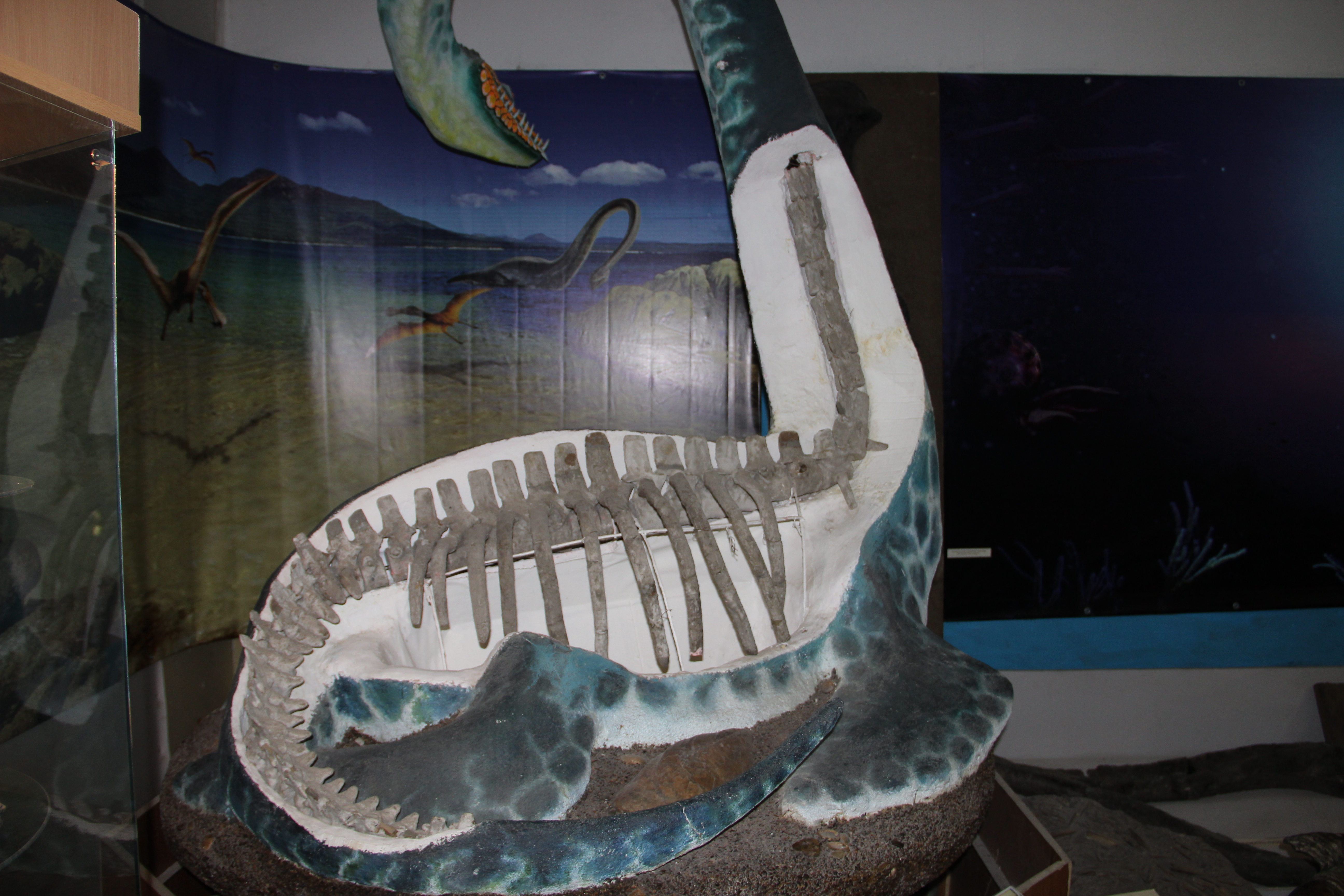
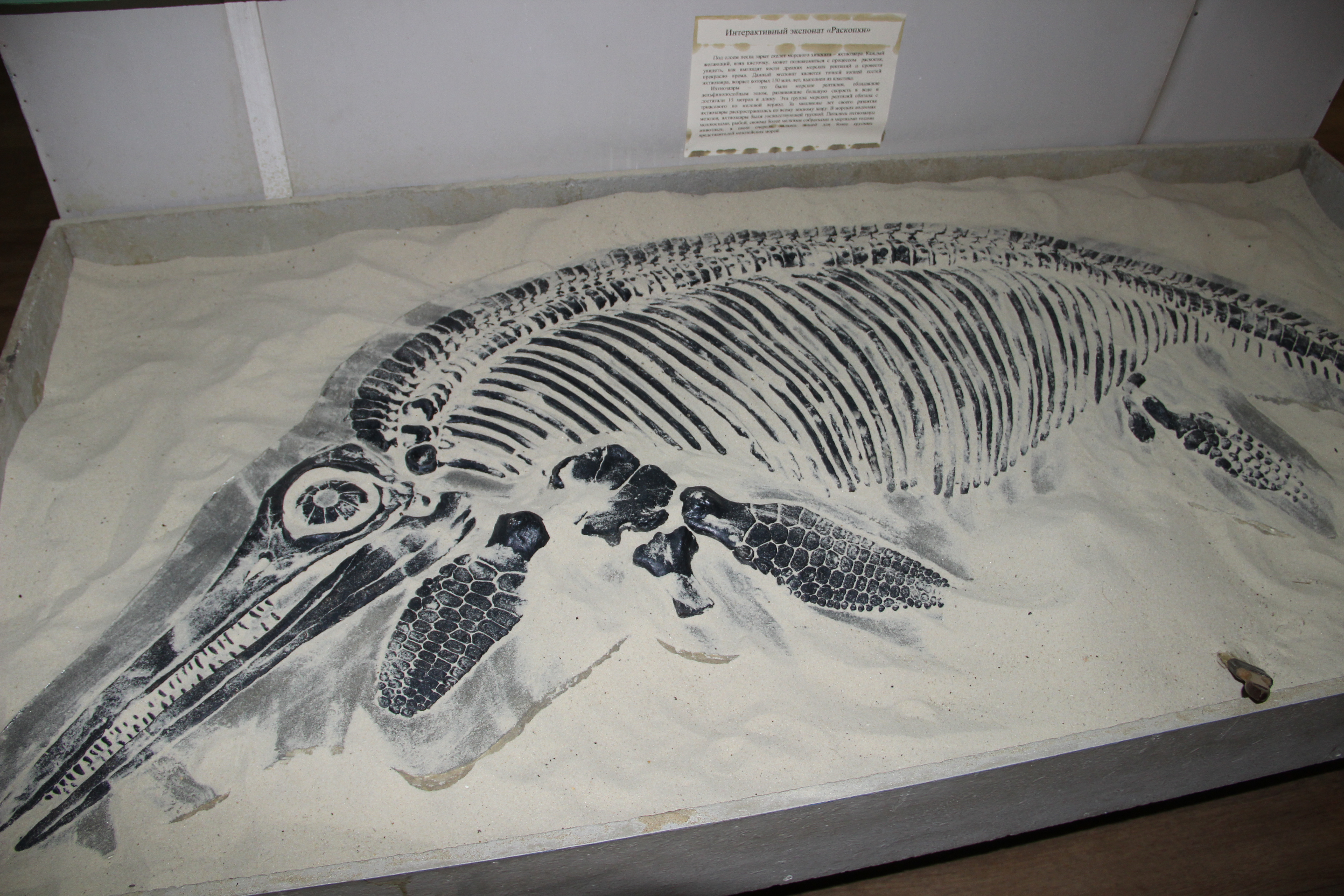
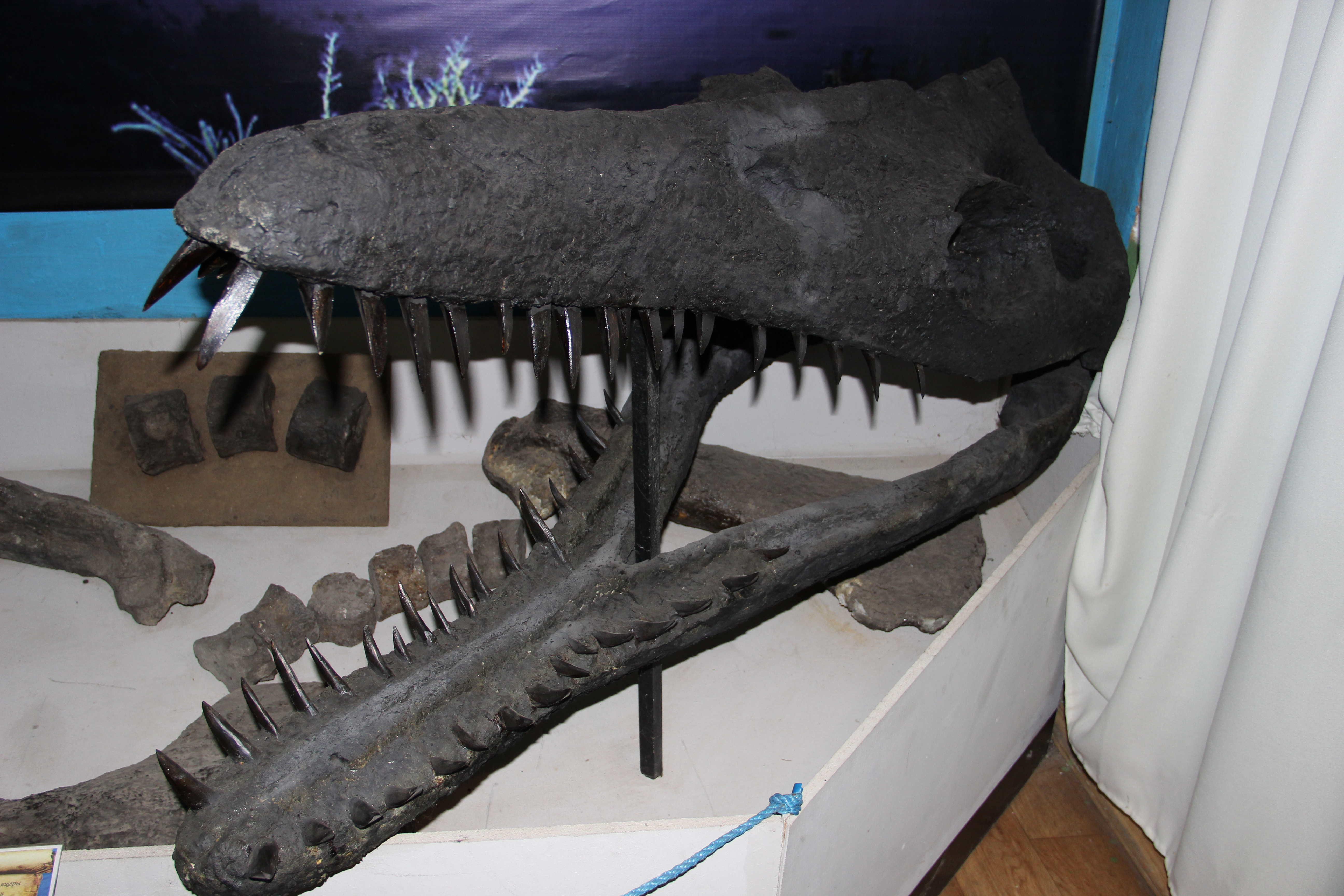

## Обновление музея
В марте 2010 было решено перенести музей в другое здание, так как старое не подвергалось капитальному ремонту 135 лет. Планируется до мая 2011 года разместить музей в новом здании, бывшей автостанции. Также будет разработана программа создания новой экспозиции музея.